# Белки, ассоциированные с микротрубочками
Белки, ассоциированные с микротрубочками (англ. Microtubule-associated protein, MAP) — белки, связывающиеся с субъединицами микротрубочек в клетках многих типов и выполняющие множество функций, среди которых стабилизирование и дестабилизирование микротрубочек, направление микротрубочек к определенному месту в клетке, связывание микротрубочек между собой и опосредование взаимодействий микротрубочек с другими клеточными белками.
В клетке, MAPs связываются непосредственно с димерами тубулина микротрубочек. Это связывание может происходить либо с полимеризованным или деполимеризованным тубулином, и, в большинстве случаев, приводит к стабилизации структуры микротрубочки, путём стимулирования полимеризации. Как правило С-концевой домен MAP взаимодействует с тубулином, в то время как N-концевой домен может связываться с клеточными везикулами, промежуточными филаментами или другими микротрубочками. Связывание MAP—микротрубочки регулируется через фосфорилирование MAP. Это достигается с помощью фермента киназы, регулирующей сродство МАР к  микротрубочкам (microtubule-affinity-regulating-kinase, MARK). Фосфорилирование MAP с помощью MARK приводит к отделению МАР от любых связанных микротрубочек. Это отсоединение , как правило, ассоциируется с дестабилизацией и разрушением  микротрубочки. Таким образом, стабилизация микротрубочек МАР регулируется внутри клетки посредством фосфорилирования.